# Leribe District
Leribe District är ett distrikt i Lesotho. Det ligger i den norra delen av landet, 80 km öster om huvudstaden Maseru. Antalet invånare är 414 314. Arean är 2 828 kvadratkilometer. Leribe District gränsar till Butha-Buthe, Mokhotlong, Thaba-Tseka, Berea och Fristatsprovinsen. 
Terrängen i Leribe District är bergig åt sydost, men åt nordväst är den kuperad.
Leribe District delas in i:
- Hleoheng Community
- Khomokhoana Community
- Fenyane Community
- Limamarela Community
- Linare Community
- Litjotjela Community
- Malaoaneng Community
- Maisa-Phoka Community
- Manka Community
- Matlameng Community
- Menkhoaneng Community
- Motati Community
- Mphorosane Community
- Pitseng Community
- Sephokong Community
- Serupane Community
- Seshote Community
- Tsoili-Tsoili Community
- Matsoku Community
- Senotong Community
- Urban
- Hleoheng

Följande samhällen finns i Leribe District:
- Leribe
- Maputsoe